# 香油容器
香油容器（眾數作）

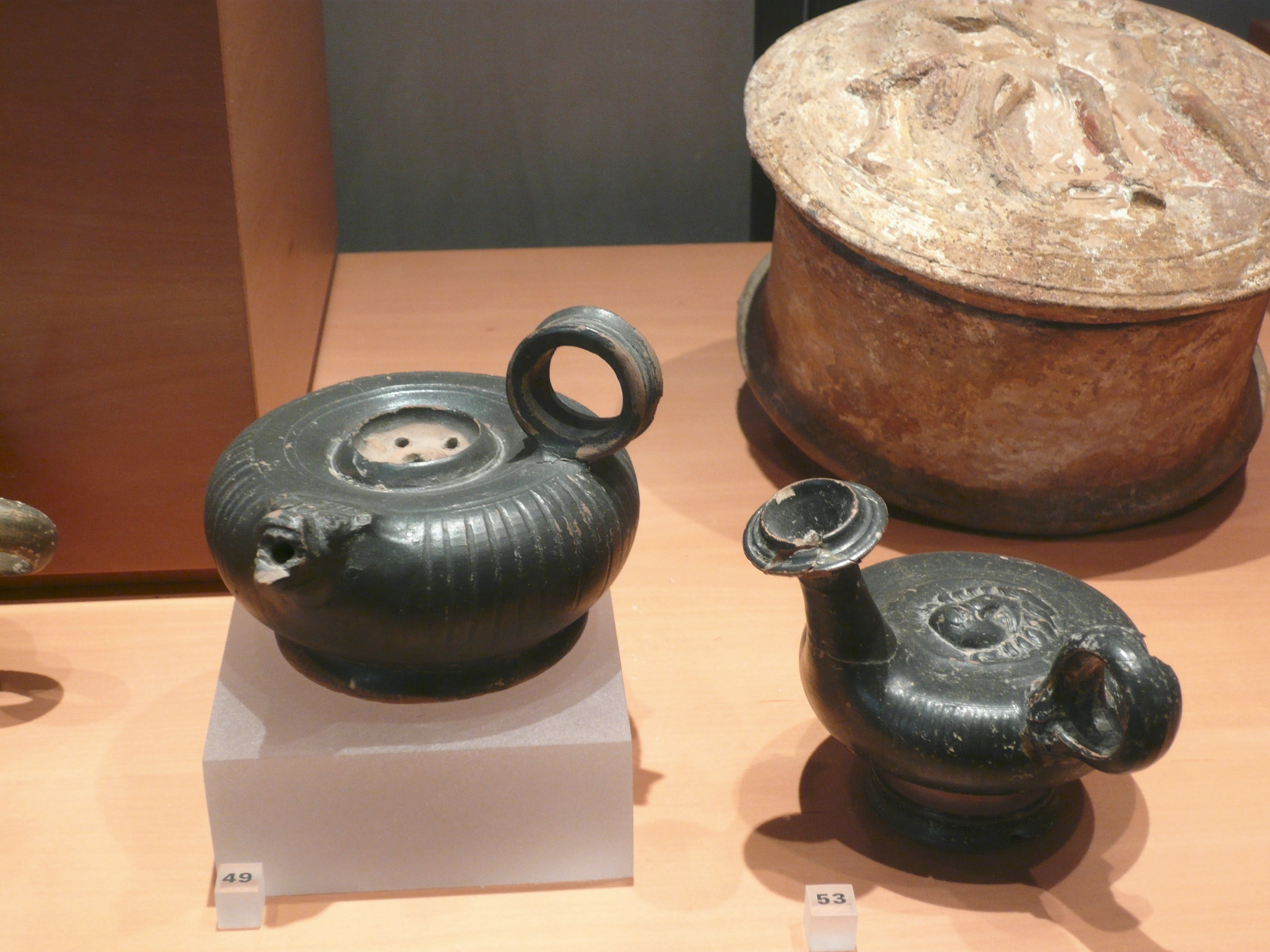
兩隻四世紀時的古希臘黑彩陶製作的香油容器 um 400/350 v. Chr.

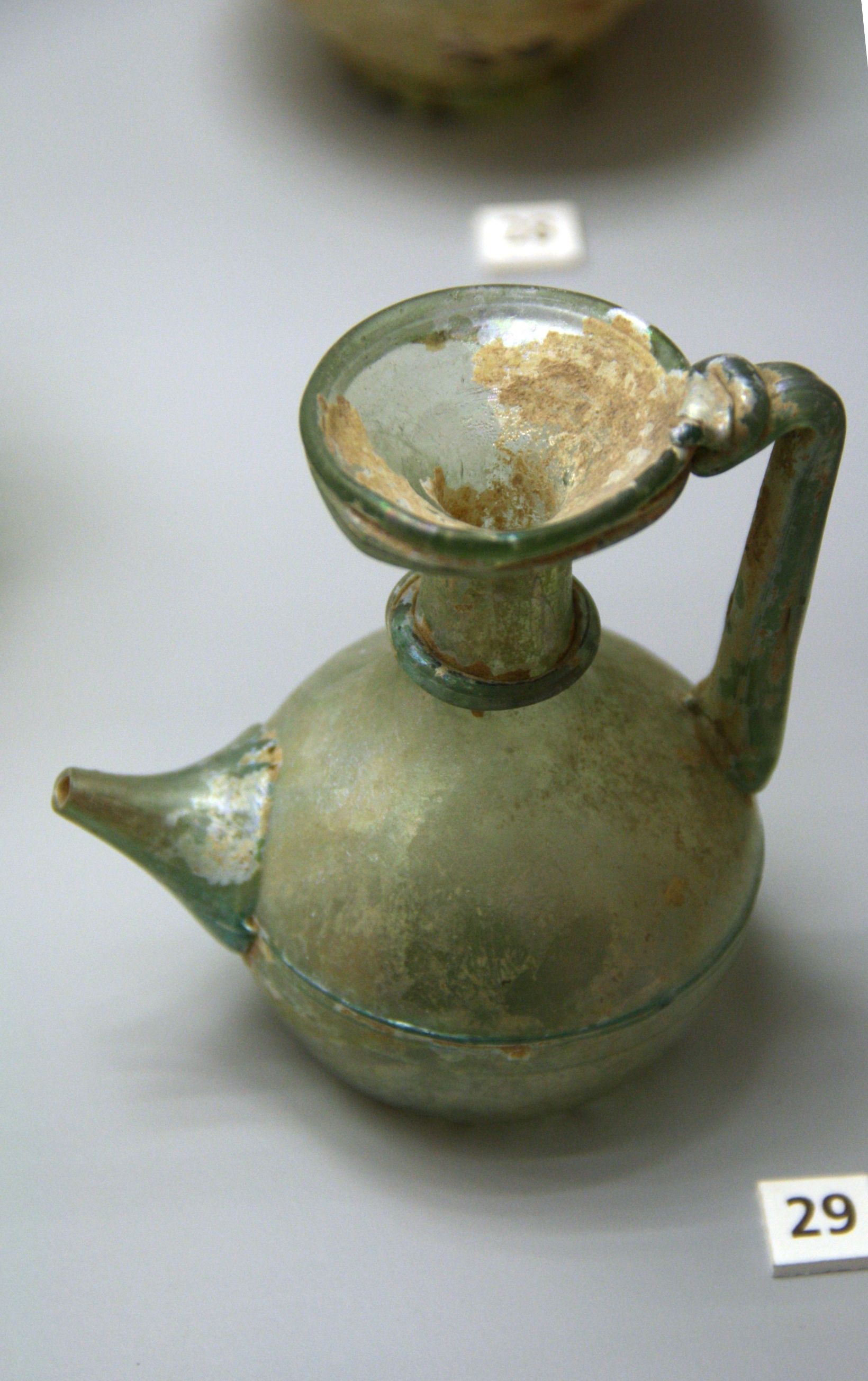
3-4世紀時羅馬帝國的香油容器。現藏於意大利米蘭考古博物館。

是古希臘的一種用以在澡堂或運動場來盛載香油的陶瓷器皿。
這些器皿一般都有一個細長的開口來倒油出來。不過，這種容器後期也有以玻璃製作，又或用來盛載葡萄酒。

## 外部連結
- .   [2018-04-18]. （原始内容存档于2007-09-28） （德语）. （页面存档备份，存于）
- . Catálogo del Hermitage.   [2016-04-05].
- . Noticias de arqueología. 2013-12-13  [2018-04-19]. （原始内容存档于2013-12-14） （英语）. （页面存档备份，存于）
- 《Enciclopedia de las antigüedades y elementos de arqueología, clásico y medieval》, p. 1077,在Google Books的內容。